# Szaszuni Dávid

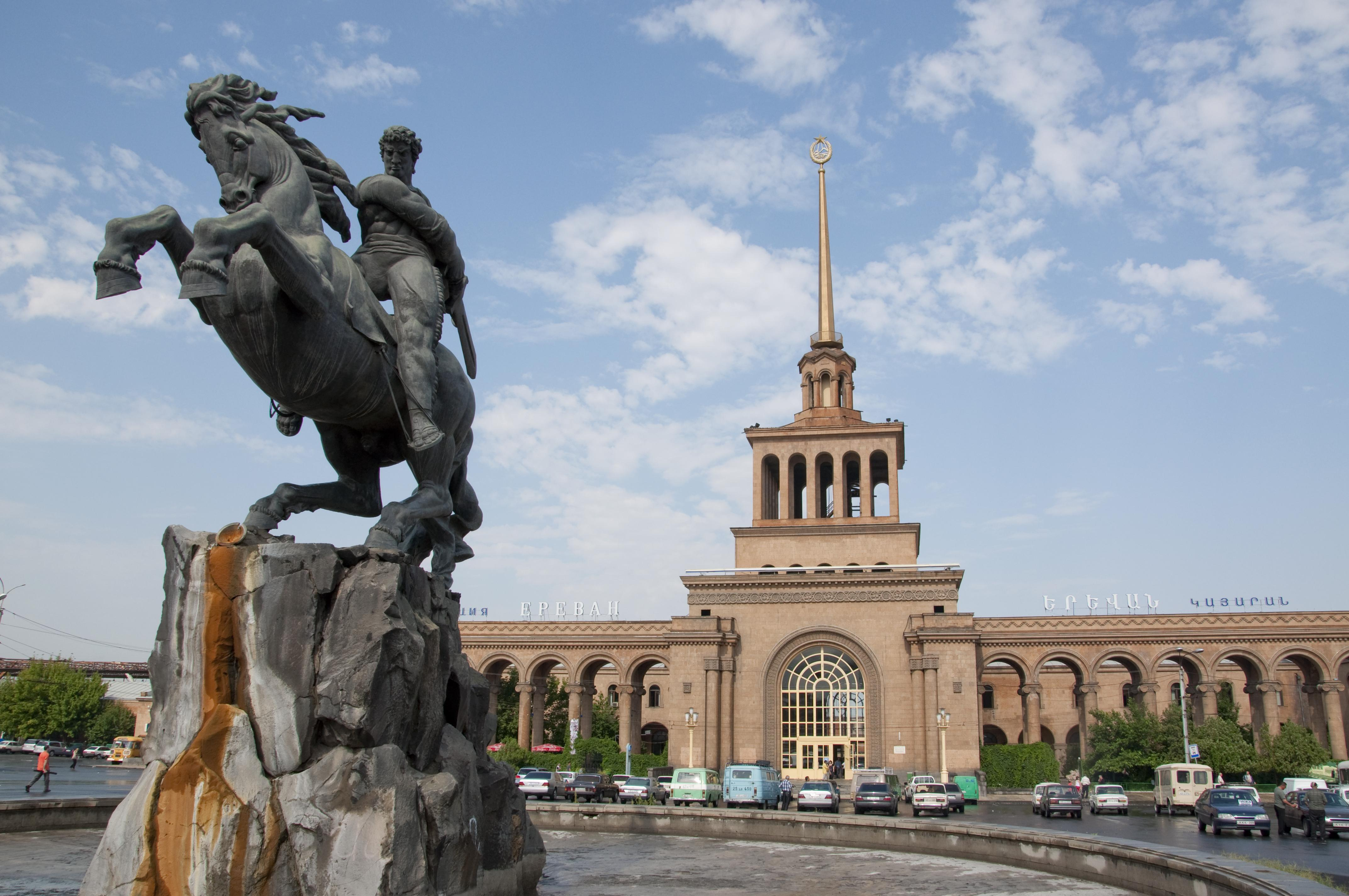
Jervand Kocsár Szaszuni Dávid szobra Jerevánban

Szaszuni Dávid (örményül: Սասունցի Դավիթ) egy örmény eposzhős, A szaszuni hősök című örmény népi eposzban, aki Örményország területéről kiűzte az arabokat.
A szaszuni hősök (főhőse, Szaszuni Dávid) egy örmény nemzeti epikus költemény, amely David hőstetteit meséli el. Szájhagyomány útján a történet a 8. századba nyúl vissza, azonban az első írásos forma 1873-ból származik Garegyin Szrvandztjantól, aki más néprajzi könyveket is kiadott.
A Szaszuni Dávid a négy felvonás közül csak egynek a neve, de a karakter népszerűsége miatt az egész eposzt Szaszuni Dávid néven ismeri a közönség. Az eposz teljes neve Sasna Tsrer (A szaszuni hősök).
1902-ben Hovhannes Tumanyan örmény költő és író írt egy azonos című verset, amely Szaszuni Dávid történetét meséli el modern nyelven.
2010-ben Arman Manaryan Sasna Tsrer címmel animációs filmet készített, amelyben A szaszuni hősök első három ciklusát dolgozta fel. A 80 perces animációs film elkészítése 8 évig tartott. 
2012-ben az UNESCO felvette az eposzt a szellemi örökség reprezentatív listájára.